# کونوک‌تپه (گوموش‌حاجی‌کوی)
کونوک‌تپه (به ترکی استانبولی: Konuktepe) یک منطقهٔ مسکونی در ترکیه است که در گوموش‌حاجی‌کوی واقع شده‌است.